# Procédures législatives de l'Union européenne
Les procédures législatives de l'Union européenne sont l'ensemble des processus conduisant à l'élaboration des lois au niveau européen. Ces procédures impliquent le Parlement européen et le Conseil de l'Union européenne, et, en tant que détentrice de l'initiative législative, la Commission européenne. Les parlements nationaux de l'Union européenne ont aussi le pouvoir mineur de freiner légèrement le processus.
Sauf quelques exceptions, les propositions de loi doivent être approuvées par le Parlement et le Conseil pour devenir des lois. Le pouvoir relatif d'une institution lors du processus législatif dépend de la procédure utilisée, ce qui dépend du domaine intéressé par la loi. Dans certains domaines, ils participent de manière égale à l'élaboration du droit européen, dans d'autres, le système est dominé par le Conseil. La répartition des domaines en fonction des procédures est faite dans le traité sur l'Union européenne.

## Acteurs principaux

### Parlement
Les membres du Parlement sont élus tous les cinq ans au suffrage universel direct. Il s'organise comme un parlement multipartite normal en conduisant la plupart de ses travaux dans ses commissions et en siégeant par affiliation politique plutôt que par délégation nationale. Cependant, ces groupes sont relativement faibles en raison de leur statut.
Les pouvoirs du Parlement ont considérablement augmenté depuis les années 1950 puisque la nouvelle procédure législative assure l'égalité entre le Parlement et le Conseil. Il a aussi gagné plus de pouvoir en ce qui concerne la désignation de la Commission, qui a cependant toujours été responsable devant lui (le Parlement a le pouvoir de censure).

### Conseil de l'Union européenne
Le Conseil de l'Union européenne (ou Conseil des Ministres) représente les gouvernements nationaux des États membres, et par conséquent il est composé d'un ministre par État membre bien que les votes soient répartis en fonction du poids démographique de chaque État (cf. les procédures ci-dessous pour des clarifications). En tant que tel, il ne siège pas en fonction des appartenances politiques et au lieu de conduire la plupart de ses travaux en commissions, ceux-ci sont préparés par des représentants diplomatiques (COREPER).
Le Conseil est traditionnellement l'institution la plus puissante et connait aujourd'hui un renouveau d'influence post-période Delors aux dépens de la Commission. Il a cependant perdu de l'influence vis-à-vis du Parlement, qui a exercé ses pouvoirs sur la désignation de la Commission et a modifié la législation.

### Commission
La Commission possède un quasi-monopole de l'initiative législative, ce qui lui donne une influence sur l'ordre du jour de l'Union européenne dans son ensemble. Elle dépose souvent des propositions législatives à la demande du Conseil ou après une suggestion du Parlement européen.
Sous la procédure législative ordinaire, un avis négatif de la Commission force le Conseil à voter à l'unanimité plutôt qu'à la majorité. Il y a aussi quelques exceptions permettant à la Commission d'adopter des actes non-législatifs de sa propre initiative.

## Acteurs secondaires

### Parlements nationaux
Les parlements nationaux des États membres ont la capacité, si un tiers d'entre eux le désire, de faire réviser une proposition si celle-ci viole le principe de subsidiarité. Si la majorité des Parlements nationaux constate cette violation, alors le Conseil et le Parlement peuvent voter son rejet immédiat. Si les problèmes logistiques inhérent à la mise en pratique de ces procédures sont surmontés, les Parlements nationaux formeraient « une troisième chambre virtuelle ».

## Processus législatif
Le déroulement des différentes procédures législatives s’inscrit dans un processus plus large de préparation et de planification de la législation européenne.
La commission dispose du droit d’initiative sur les propositions d’actes législatifs, elle en est généralement à l’origine mais peut également répondre à des demandes présentées par le conseil européen, le conseil de l’union européenne, le parlement européen ou par les citoyens dans le cadre de l’initiative citoyenne.
Le programme de travail législatif est présenté par la commission chaque année aux différentes instances concernées (conseil européen, conseil de l’union européenne, parlement, conseil économique et social et conseil des régions). Les différentes propositions sont listées précisément dans un fichier annuel. Chaque proposition est rattachée à une base juridique (article du TFUE) qui permet de définir la procédure législative à adopter ; le type d’acte juridique à choisir est conseillé (directive, règlement, décision, ...). Chaque proposition est évaluée, une analyse d’impact initiale ou une feuille de route définissent les problèmes à résoudre et les objectifs à atteindre. Si besoin, la commission effectue une analyse d’impact plus approfondie pour juger des effets du projet législatif. A cette occasion peuvent être consultés des groupes d’experts , des organismes publics, des organisations économiques, des organisations représentant la société civile et le public. Les parlements nationaux sont également consultés afin de vérifier si le principe de subsidiarité est bien respecté. Les résultats des analyses d’impact sont évalués par le Comité d’examen de la réglementation et publiés. 
La proposition est ensuite remise aux Conseil et au Parlement qui peuvent mener leur propre analyse d’impact.
C’est principalement au cours des analyses d’impact menées par les différentes institutions qu’interviennent les parties prenantes communément appelées lobbies, leurs interventions sont très suivies par les ONG et font souvent l’objet de critiques liées à leur excès d'influence sur les décisions. Pour suivre l’action des parties prenantes consultées (ou lobbies), la Commission a mis en place un registre dans le cadre de sa politique de transparence.
La procédure législative choisie (ordinaire ou spéciale) peut ensuite se dérouler jusqu’à la décision finale.
Au cours de cette procédure sont précisés les actes délégués et d’exécution visant à définir les modalités d’application du nouvel acte législatif (voir comitologie). Ces actes de la responsabilité de la commission peuvent également être soumis à analyses d’impact. Pour rédiger ces actes, la Commission s’appuie également sur des groupes d’experts. Les actes délégués en cours de préparation, adoptés ou publiés sont listés dans le registre des actes délégués. L'adoption trop fréquente de ces actes a inquiété différentes institutions européennes, des parlements nationaux voire les états eux-mêmes.
Une fois les actes délégués et d’exécution adoptés et publiés, la directive (s’il s’agit de cette catégorie d’acte législatif) peut être transposée dans le droit national de chaque pays. Il est demandé que le délai de transposition soit inférieur à deux ans, chaque directive contient une date limite de transposition au delà de laquelle une mesure d'infraction est ouverte.
La mise en œuvre des actes législatifs est ensuite évaluée par une analyse ex post. Les évaluations prévues sont consignées dans une feuille de route. Ces évaluations sont menées dans un cadre plus large visant à simplifier la législation européenne (programme REFIT). Au sein de ce programme travaillent la commission, des représentants de chaque état et des parties prenantes issues des organisations économiques et civiles. Une étude de 2015 présente une vision critique de ce programme.

## Procédure législative ordinaire

La procédure législative ordinaire.

La procédure législative ordinaire, anciennement appelée « procédure de codécision », est la principale procédure législative par laquelle les directives et les règlements sont adoptés.
L'article 294 TFUE décrit la procédure législative ordinaire. La Commission soumet une proposition législative au Parlement et au Conseil. À la première lecture le Parlement adopte sa position. Si le Conseil approuve la formulation parlementaire alors l'acte est adopté. Sinon, il adoptera sa propre position et la communiquera au Parlement avec des explications. La Commission informe aussi le Parlement de sa position sur ce point. À la seconde lecture, l'acte est adopté si le Parlement approuve le texte du Conseil ou échoue à prendre une décision. Le Parlement peut rejeter le texte du Conseil, ce qui conduit à un rejet du projet de loi, ou le modifier et le communiquer à nouveau au Conseil. La Commission donne une nouvelle fois son avis. Dans les cas où la Commission a rejeté des amendements à son avis, le Conseil est contraint d'agir à l'unanimité plutôt qu'à la majorité.
Si, dans les trois mois suivant la réception du nouveau texte du Parlement le Conseil l'approuve, alors il est adopté. Si ce n'est pas le cas, le président du Conseil, avec l'accord du président du Parlement, réunit le comité de conciliation composé du Conseil et d'eurodéputés en nombre égal (avec la présence et la modération de la Commission). Le comité rédige un texte commun en se basant sur les deux positions. Si dans les six mois suivant la réunion du comité, aucun accord sur le texte final n'est trouvé, alors la mise en œuvre de l'acte échoue. Si un accord est trouvé et que le comité approuve le texte, alors le Conseil et le Parlement (agissant à la majorité) doivent approuver ledit texte. S'ils échouent à cela, alors le texte est rejeté.
Cette procédure a été introduite par le traité de Maastricht comme étant la procédure de codécision et devait au départ remplacer la procédure de coopération. La procédure de codécision a été modifiée par le traité d'Amsterdam et ses domaines d'application ont ensuite été étendus tant par ce dernier traité que par celui de Nice. Elle a ensuite été renommée « procédure législative ordinaire » et étendue à presque tous les domaines (tels que l'agriculture, la pêche, les transports, les fonds structurels, le budget et les domaines autrefois couverts par l'ancien troisième pilier) par le traité de Lisbonne.

## Procédures législatives spéciales
Les traités ont mis en place des dispositions permettant que des procédures législatives spéciales soient utilisées dans les domaines sensibles. Celles-ci permettent notamment au Conseil ou au Parlement d'adopter seul des actes en n'impliquant que l'autre. Les procédures notables sont l'avis simple et l'avis conforme, quoique d'autres soient utilisés pour certains cas spécifiques.

### Procédure de consultation
D'après cette procédure, le Conseil, agissant de manière unanime ou à la majorité qualifiée en fonction de la politique concernée, peut adopter des actes normatifs sur proposition de la Commission européenne après avoir consulté le Parlement européen. Bien qu'étant obligé de consulter le Parlement sur de telles politiques, le Conseil n'est pas contraint par l'avis qu'il aura émis. En pratique le Conseil ignorerait fréquemment ce que le Parlement pourrait suggérer et, de même, parviendrait parfois à un accord avant la réception de l'avis Parlementaire. Cependant la Cour de justice de l'Union européenne a statué que le Conseil devait attendre l'avis parlementaire et par conséquent la Cour a abrogé la législation que le Conseil adopta avant que le Parlement ne donne son avis. Afin de contrer des propositions qu'il n'approuve pas, le Parlement peut faire obstruction en retardant la communication de son avis ce qui lui permet d'exercer un effet de levier sur ces propositions. Avant l'Acte unique, l'avis conforme était la procédure législative la plus utilisé de la Communauté européenne d'alors.
La consultation est encore utilisée pour les propositions concernant les exceptions du marché intérieur et les lois sur la concurrence. La procédure est aussi utilisée dans les relations avec les organismes consultatifs de l'Union comme le Comité des Régions et le Comité économique et social qui doivent être consulté pour un certain nombre de domaines conformément aux traités affectant leur secteur d'expertise.

### Procédure d'approbation
Dans la procédure d'approbation, le Conseil peut adopter des lois basées sur une proposition de la Commission européenne après avoir obtenu le consentement du Parlement. Par conséquent le Parlement a le pouvoir légal d'accepter ou de rejeter une proposition mais n'a pas les moyens de proposer des amendements à celle-ci. Le Parlement a cependant prévu un comité de conciliation et une procédure pour communiquer des rapports provisoires dans lesquels il peut mettre en avant ses préoccupations au Conseil et menacer de ne pas donner son consentement à moins que celles-ci soient respectées. Cette procédure s'applique lors de l'admission d'un nouveau membre, lors du processus de retrait, etc..

### Commission et Conseil agissant seul
Cette procédure permet au Conseil d'adopter des mesures proposées par la Commission sans que l'avis du Parlement ne soit requis. Celle-ci est utilisée quand il s'agit de statuer sur un tarif extérieur commun (article 31 (ex-article 26)) ou pour négocier certains accords commerciaux au nom de la Politique commerciale commune (article 207-3 et article 218-6).

### Commission agissant seule
Contrairement à la croyance populaire, la grande majorité des actes européens ne sont pas dictées par la Commission. Cependant la Commission est habilitée à adopter des actes sans avoir à consulter ni à obtenir le consentement de quiconque. Elle peut adopter des actes normatifs de sa propre initiative lorsque cela concerne les monopoles et les concessions accordées aux entreprises par les États membres (article 106-3, ex-article 86-3).Dans ce cas, la Commission n'adopte pas de Directives au sens de la procédure ordinaire ; elle ne peut édicter par ce biais de règles applicables à l'ensemble de l'UE. Elle veille seulement à l'application de ces articles par les États. Deux directives ont été adoptées selon cette procédure : une sur la transparence entre les États membres et les entreprises et une autre sur la concurrence dans le secteur de la télécommunication. 

### Délégation
La Commission peut se voir déléguer, pour un objet et une durée limitée, l'établissement d'actes non législatifs qui viennent compléter les actes législatifs (directives et règlements) sur des aspects non essentiels de ces textes (Article 290 TFUE). Cette délégation peut être révoquée à tout moment par le Parlement ou le Conseil. Les actes ainsi adoptés ne peuvent entrer en vigueur que si le Parlement ou le Conseil n'ont pas émis d'objections dans le délai fixé.

## Types d'actes
Les actes législatifs résultant de ces procédures prennent plusieurs formes. Un règlement est une loi qui a un effet direct. Une directive doit être transposée dans le droit national, elle donne des objectifs à atteindre par les pays membres, avec un délai. Une décision a un effet direct mais uniquement sur une personne ou une entité spécifique.
Les décisions-cadres étaient utilisées dans le cadre du troisième pilier de l'UE et permettaient au Conseil d'agir seul. Depuis l'entrée en vigueur du traité de Lisbonne, le 1er décembre 2009, le Conseil ne peut plus procéder par ce type de décision.